# 杜家碾站
杜家碾站位于中华人民共和国四川省成都市金牛区北星大道与敬诚路交叉口，是成都地铁5号线的地铁车站，因老地名杜家碾而得名。本站于2019年12月27日启用。因临近凤凰山体育公园，后增设副站名凤凰山体育公园西，但仅在本站使用。

## 车站结构
本站为地下二层岛式月台车站。
| 地面              | 0    | 出口A1/A2/B/C/D1/D2                                                                               |
| 地下一层          | 站厅 | 自助购票 客服中心                                                                                 |
| 地下二层          | 站台 | \| \| \| 5号线往回龙（大丰） \| \| 島式 · 開左邊车门 \| \| \| \| \| \| 5号线往华桂路（九道堰） \| |
|                   |      | 5号线往回龙（大丰）                                                                               |
| 島式 · 開左邊车门 |      |                                                                                                   |
|                   |      | 5号线往华桂路（九道堰）                                                                           |

## 出入口
本站目前开放4个出入口。
|              |              |                        |      |
| 编号         | 设施         | 指示                   | 照片 |
|              |              | 北星大道一段、敬成路   |      |
| 出口 · A · 2 | 无障碍电梯   | 北星大道一段、天龙大道 |      |
| 出口 · B     | 无障碍卫生间 | 敬成路                 |      |
| 出口 · C     | 无障碍电梯   | 敬成路                 |      |

## 历史
本站在1号线规划初期就已经出现，当时是1号线北端的终点站，并预留继续向北延伸的条件。但因建设时许调整，最终成为了5号线的一座车站。

## 未来发展
预计2027年成都市域铁路S11线（成都至德阳线）开通后，本站将成为5号线和S11线换乘站。S11线车站为地下三层岛式站台车站，总建筑面积约15484平方米，采用节点换乘。